# Parafia Zwiastowania Najświętszej Maryi Panny w Łącku
Parafia pw. Zwiastowania Najświętszej Maryi Panny w Łącku - parafia należąca do dekanatu Ustka, diecezji koszalińsko-kołobrzeskiej, metropolii szczecińsko-kamieńskiej. Została utworzona w 1951 roku. Siedziba parafii mieści się pod numerem 42.

## Kościół parafialny
Kościół pw. Zwiastowania Najświętszej Maryi Panny w Łącku
Kościół parafialny został zbudowany w XIII wieku, poświęcony w 1946.

## Kościoły filialne i kaplice
- Kościół pw. Przemienienia Pańskiego w Jarosławcu,
- Kościół pw. Narodzenia Najświętszej Maryi Panny w Rusinowie

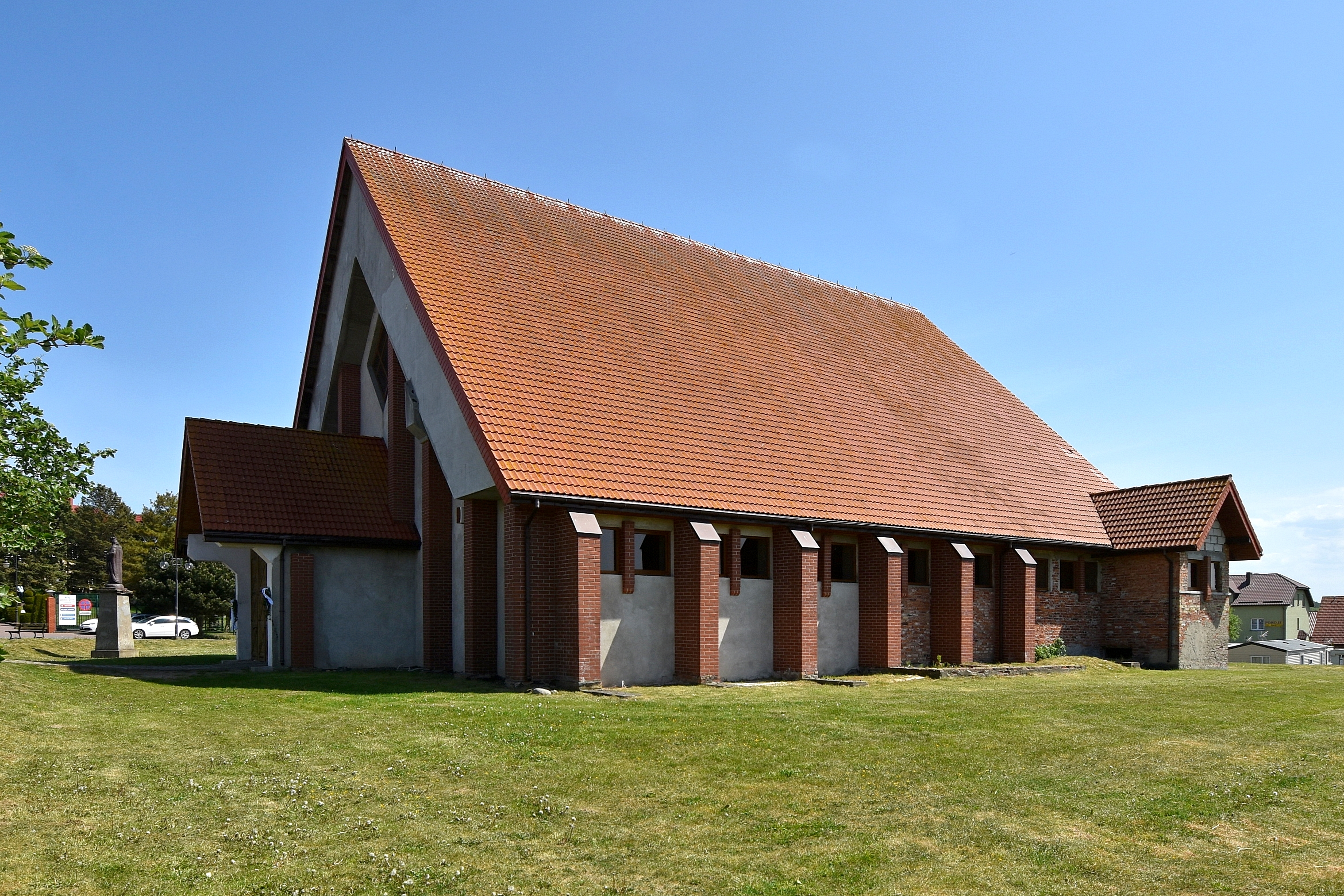
Kościół filialny w Jarosławcu